# .454 Casull
El .454 Casull es un cartucho para revólver desarrollado en 1957 por Dick Casull y Jack Fulmer.

## Desarrollo
El cartucho para revólver .454 Casull (11,5 x 35 R) fue desarrollado por el armero de Utah Dick Casull, a partir de experimentos con calibres gruesos de gran potencia. En 1979 creó la Freedom Arms para fabricar y comercializar revólveres capaces de soportar el nuevo cartucho. Y en 1983 apareció el primero, un revólver grande y pesado de acción simple llamado M87.
Con el tiempo, el .454 Casull ha logrado asentarse en el mercado, al aparecer modelos de revólver que lo utilizan de marcas prestigiosas como Taurus o Ruger.

## Prestaciones
El .454 Casull desarrolla el doble de energía en boca que el famoso y potente .44 Magnum. Es un calibre que se ha demostrado muy adecuado para la caza mayor con pistola. Puede abatir con facilidad a corta distancia presas de gran tamaño.

## Otros desarrollos
Recientemente la firma Rossi ha desarrollado varias versiones de sus modelos de fusiles de palanca que utilizan este cartucho, pudiendo almacenar hasta 11 cartuchos en la versión .454 Casull y hasta trece cartuchos en la versión .44 Magnum. Dicha innovación está haciendo posible el empleo más cómodo del .454 Casull en caza y defensa.